# Friedrich Kellner

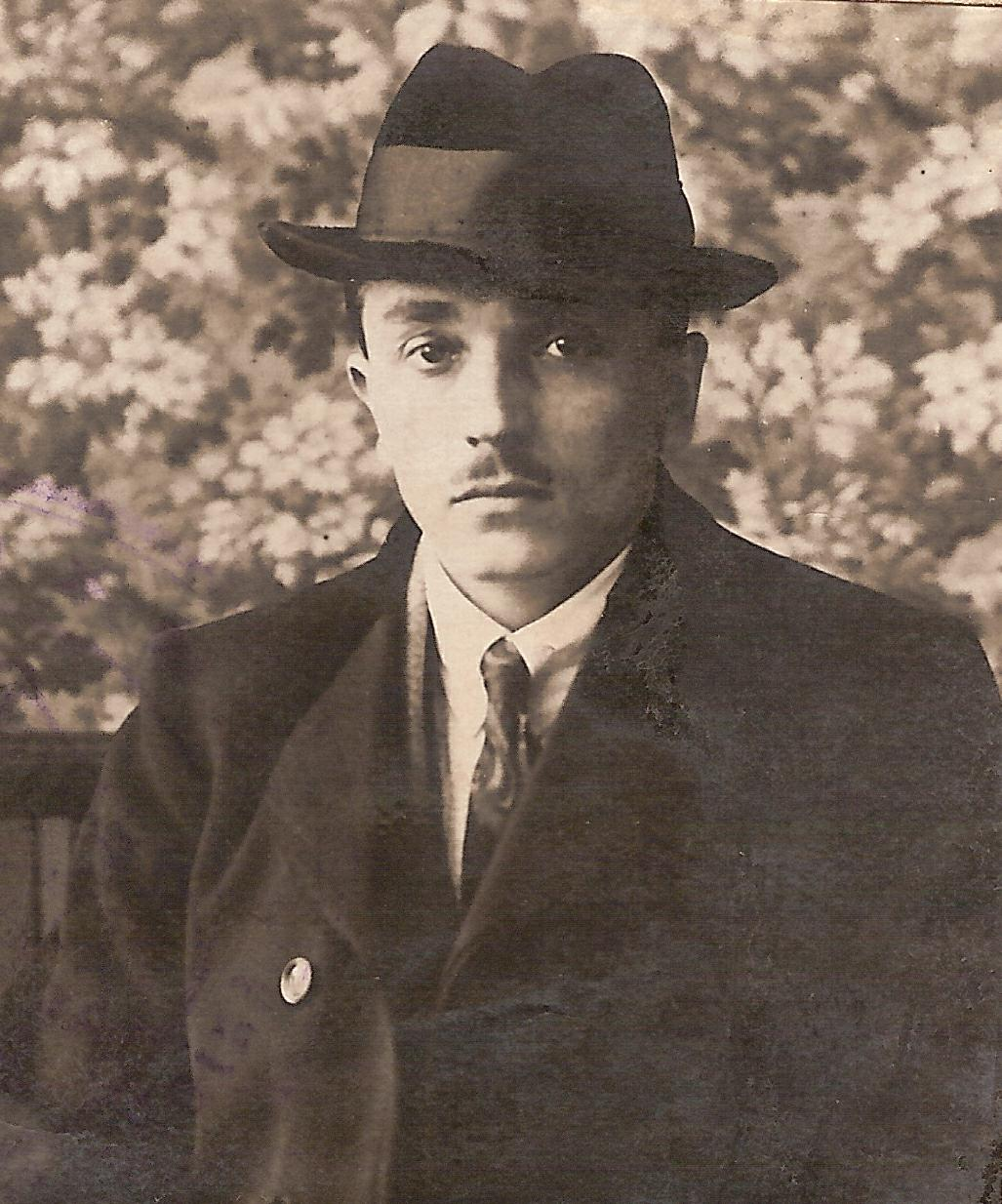
Friedrich Kellner, 1923

August Friedrich Kellner (* 1. Februar 1885 in Vaihingen an der Enz; † 4. November 1970 in Lich) war ein deutscher Sozialdemokrat, Justizinspektor und Autor von Tagebüchern, die er in der Zeit des Nationalsozialismus im Geheimen verfasst hatte. Er sagte später dazu:
„Ich konnte die Nazis damals nicht in der Gegenwart bekämpfen. Also entschloss ich mich, sie in der Zukunft zu bekämpfen. Ich wollte kommenden Generationen eine Waffe gegen jedes Wiederaufleben solchen Unrechts geben. Meine Augenzeugenberichte sollten die barbarischen Akte aufzeichnen und auch zeigen, wie man sie beenden konnte.“

## Leben

### Familie und Ausbildung
August Friedrich Kellner wurde am 1. Februar 1885 in Vaihingen an der Enz geboren. Er war das einzige Kind von Georg Friedrich Kellner (1862–1926), einem Bäcker aus dem thüringischen Arnstadt, und Barbara Wilhelmine Vaigle (1858–1925) aus Bissingen an der Enz. Kellners Eltern gehörten – wie auch deren Vorfahren – dem evangelischen Glauben an.
Als August Friedrich vier Jahre alt war, zog die Familie nach Mainz, sein Vater arbeitete dort als Bäckermeister in dem von Lorenz Goebel gegründeten „Goebels Zuckerwerk“.
Er besuchte die Volksschule und wechselte dann zur Oberrealschule. Anfang Dezember 1902, im Alter von 17 Jahren, erlangte Friedrich Kellner den Oberrealschulabschluss an der Mainzer Goetheschule. Er begann im Jahr 1903 seine berufliche Laufbahn beim Amtsgericht Mainz als Gerichtsschreiber-Aspirant. Dort arbeitete er bis zum Jahr 1933, wurde Justizsekretär, dann Buchhalter und schließlich Justizinspektor.

### Militärdienst und Ehe

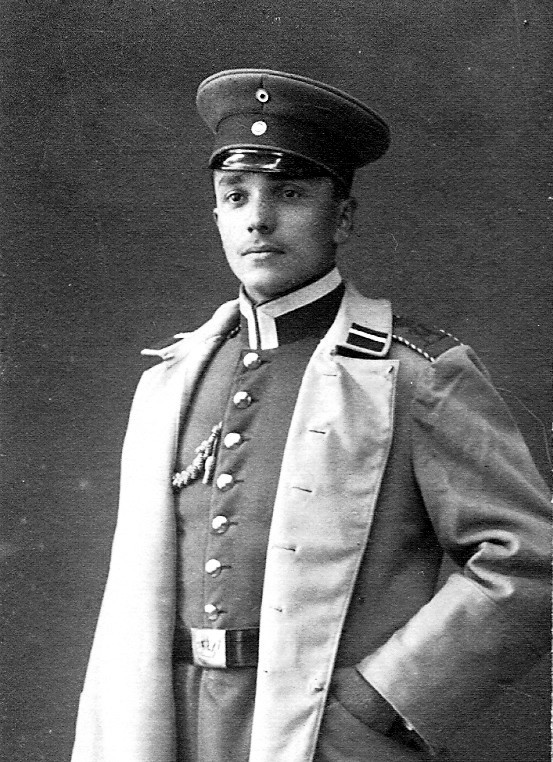
Friedrich Kellner, 1914

Friedrich Kellner leistete in den Jahren 1907 und 1908 seinen Dienst als Einjährig-Freiwilliger in der 6. Kompanie des Infanterie-Leibregiment Großherzogin (3. Großherzoglich Hessisches) Nr. 117 in Mainz. Nach Reserveübungen wurde er bis zum Vizefeldwebel befördert und erhielt die Schützenschnur.
Im Jahr 1913 heiratete Friedrich Kellner Pauline Preuss aus Mainz. Ihr einziges Kind, Karl Friedrich Wilhelm Kellner, wurde am 29. Februar 1916 geboren.
Als im Jahr 1914 der Erste Weltkrieg begann, wurde Friedrich Kellner als Offizierstellvertreter in das in Worms stationierte Infanterie-Regiment Prinz Carl (4. Großherzoglich Hessisches Regiment) Nr. 118 einberufen und kämpfte im September zunächst in der Schlacht an der Marne in Frankreich. Mitte Dezember 1914 wurde er während der Kämpfe nahe Reims durch einen Granatsplitter am Bein verwundet und zur Genesung ins Mainzer St. Rochus-Hospital geschickt. Nach der Genesung wurde er im Mai 1915 in die Intendantur des XVIII. Armee-Korps nach Frankfurt am Main versetzt.

### Politische Aktivitäten
Trotz seiner offensichtlichen Loyalität gegenüber dem Kaiserreich begrüßte Friedrich Kellner die Geburt der deutschen Demokratie nach dem Krieg. Er wurde zum eifrigen politischen Organisator für die Sozialdemokratische Partei Deutschlands (SPD). Seit den ersten Tagen der Weimarer Republik bezog er gegen den nach seiner Ansicht gefährlichen Extremismus der Kommunisten und der Nationalsozialisten Stellung. Bei Kundgebungen zeigte er wiederholt Adolf Hitlers Mein Kampf und rief der versammelten Zuhörerschaft dann folgende Worte zu: „Gutenberg, deine Druckpresse ist von diesem bösen Buch entehrt worden“. Mehr als einmal wurde Kellner von Nazischergen verprügelt und bedroht, weil er sich öffentlich und in aller Deutlichkeit gegen sie wandte.
Zwei Wochen vor Adolf Hitlers Antritt als Reichskanzler und vor dem Beginn der ernsthaften und unbarmherzigen Verfolgung von politischen Gegnern des Nationalsozialismus brachte Friedrich Kellner seine Ehefrau und seinen Sohn nach Laubach in Sicherheit. Er selbst erhielt eine Anstellung beim Amtsgericht Laubach. Im Jahr 1935 emigrierte sein Sohn in die USA, nachdem ihm der Diebstahl eines kleinen Geldbetrages im Amtsgericht vorgeworfen worden war. Während der Novemberpogrome 1938 versuchten die Kellners, ihren jüdischen Nachbarn zu helfen.
Weil er nicht weiter offen politisch tätig sein konnte, vertraute Friedrich Kellner ab dieser Zeit seine Gedanken einem geheimen Tagebuch an. Er wollte seinem Sohn in Amerika sowie kommenden Generationen vermitteln, wie wichtig es sei, dass sich der demokratische Gedanke Diktaturen entgegenstellt. Er wollte alle davor warnen, Tyrannen jemals besänftigen zu wollen, ihrem Terrorismus nachzugeben oder gar ihrer Propaganda Glauben zu schenken. Als der Krieg endete, hatte Friedrich Kellner 861 Seiten in zehn Bänden seines Tagebuchs gefüllt.
Kellner beschränkte seine Aktivitäten jedoch nicht nur auf das Tagebuchschreiben. Er machte seine Meinung auch weiterhin öffentlich vernehmbar. Daraufhin wurde er im Februar 1940 vor das Amtsgericht Gießen geladen, wo ihn der Gerichtspräsident, Hermann Colnot, aufforderte, seine politischen Ansichten zu mäßigen. Ein paar Monate später wurde Kellner auch vom Büro des Bürgermeisters von Laubach vorgeladen und vom Bürgermeister gewarnt, dass er und seine Frau in ein Konzentrationslager kommen würden, sollten sie weiterhin einen schlechten Einfluss auf die Bevölkerung der Stadt ausüben. Ein Bericht des NSDAP-Ortsgruppenleiters Hermann Engst zeigt, dass auch die örtliche Parteiführung darüber nachdachte, Kellner nach Kriegsende in ein Konzentrationslager zu schicken.

### Nach dem Krieg
Nach dem Ende des Krieges half Friedrich Kellner beim Wiederaufbau der SPD in Laubach und fungierte dann dort auch für einige Zeit als Parteivorsitzender. In den Jahren 1945 und 1946 war er Beigeordneter der Stadt Laubach. Von 1956 bis 1960 war er erster Stadtrat der Stadt Laubach und damit Vertreter des Bürgermeisters.
Friedrich Kellner war in den Jahren 1933 bis 1947 Geschäftsleiter am Amtsgericht Laubach. Von 1948 bis zum Eintritt in den Ruhestand 1950 arbeitete er als Bezirksrevisor beim Landgericht Gießen. Anschließend wurde er für drei Jahre als Prozessagent und Rechtsbeistand beim Amtsgericht Laubach zugelassen.
Nach dem Suizid ihres Sohnes im Jahr 1953 in Paris stürzten Friedrich Kellner und seine Frau Pauline in eine tiefe und langanhaltende Depression. Er begann damit, Teile seiner Unterlagen aus der Zeit des NS-Staates zu vernichten. 1960 tauchte ihr Enkel Robert Scott Kellner überraschend bei den Großeltern in Laubach auf. Es entstand eine intensive Beziehung, und Friedrich Kellner und seine Frau fassten neuen Lebensmut. Im Jahr 1960 erhielt Friedrich Kellner einen Wiedergutmachungsbescheid. Demnach wurde er rückwirkend zum Justizamtmann befördert und erhielt daraus eine höhere monatliche Pension. 1968 gab Friedrich Kellner neun Bände des zehnbändigen Tagebuchs aus den Jahren 1939 und 1945 seinem amerikanischen Enkel Robert Scott Kellner mit, um es übersetzen und veröffentlichen zu lassen. Der 1. Band schien zwischenzeitlich gestohlen worden zu sein.
Nach seiner Pensionierung zogen er und seine Frau nach Mainz in ein Altersheim zurück. Am 4. November 1970 starb Friedrich Kellner im Krankenhaus in Lich. Er war im April 1970, nach dem Tod seiner Frau im Januar 1970, wieder nach Laubach zurückgezogen. Seinem Wunsch entsprechend wurde er an der Seite seiner Frau und seiner Eltern auf dem Hauptfriedhof Mainz beerdigt.

## Tagebuch des Friedrich Kellner
Das Tagebuch besteht aus zehn Bänden und insgesamt 861 Seiten. Es enthält 676 einzeln datierte Eintragungen in Sütterlinschrift und mehr als 500 Zeitungsausschnitte.

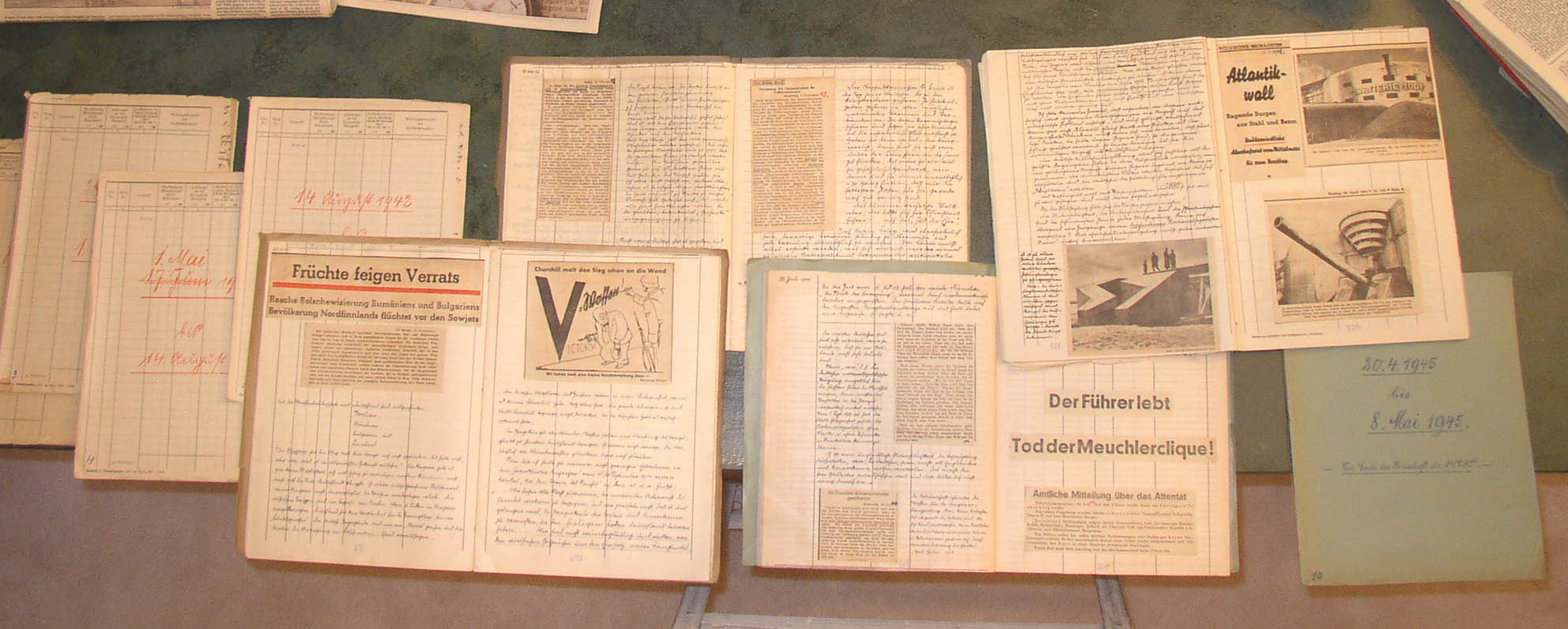
Friedrich Kellners Tagebücher

Im August 2011 brachte der Göttinger Wallstein Verlag es unter dem Titel Vernebelt, verdunkelt sind alle Hirne – Tagebücher 1939–1945 heraus. Das gestohlen geglaubte Heft 1 war zwischenzeitlich wieder aufgetaucht. Herausgeber der zweibändigen Ausgabe mit rund 1200 Seiten sind der Leiter der Arbeitsstelle Holocaustliteratur der Justus-Liebig-Universität Gießen, Sascha Feuchert, der ehemalige Leiter, Erwin Leibfried, Jörg Riecke und Markus Roth sowie Friedrich Kellners Enkel Robert Martin Scott Kellner.
Zuvor wurden die Tagebücher ausgestellt:
- im Frühjahr 2005 in der George Bush Presidential Library,[9]
- im Sommer 2006 im Holocaust Museum Houston,[10]
- von Dezember 2009 bis Februar 2010 in den Räumen der Friedrich-Ebert-Stiftung in Berlin und Bonn[11] und
- von Mai bis Dezember 2010 in der Dwight D. Eisenhower Presidential Library in Abilene (Kansas).[12]

Der Gießener Anzeiger und der Heimatkundliche Arbeitskreis Laubach hatten im Jahr 2005 im Laubacher Heimatmuseum eine Ausstellung über die Tagebücher gezeigt.
Eine kanadische Filmgesellschaft drehte im Jahr 2006 einen Dokumentarfilm über Friedrich Kellners Aufzeichnungen mit dem Titel My Opposition: the Diaries of Friedrich Kellner.